# Gamasiphis australicus
Gamasiphis australicus är en spindeldjursart som beskrevs av Womersley 1956. Gamasiphis australicus ingår i släktet Gamasiphis och familjen Ologamasidae. Inga underarter finns listade i Catalogue of Life.